# Portugal. The Man
Portugal. The Man é uma banda de música de rock psicodélico, com influências indie, baseada na cidade de Portland, no estado norte-americano de Oregon, mas originária de Wasilla, Alasca. O grupo editou os seus dois primeiros álbuns com a Fearless Records. Assinaram contrato com a Atlantic Records em 2 de abril de 2010.

## História

### Origem (2002–06)
Por volta do mês de agosto, em 2001, John Gourley, Joe Simon, Dewey Halpaus, Nick Simon e Zach Carothers formaram a banda Anatomy of a Ghost. Gourley liderou a banda mesmo sem experiência como vocalista. A banda rapidamente ganhou popularidade, mas rapidamente se separou. Portugal. The Man foi originalmente idealizada como um projeto paralelo de Gourley, com Carothers como baixista. Antes de terem um baterista, usaram drum machines (Caixa de ritmos) e sintetizadores para a batida de fundo. Gourley e Carothers juntaram-se a Wesley Hubbard, Nick Klein (antigo técnico de guitarras da Anatomy of a Ghost) e a Harvey Tumbleson para então formarem Portugal. The Man.
A banda saiu do Alaska e foi para Portland com a intenção de começar as gravações e de fazer turnê. A banda gravou demos no verão de 2004, seguindo com uma turnê pelos Estados Unidos naquele outono. Na primavera de 2005, Klein e Tumbleson saíram da banda logo após Jason Sechrist ter entrado. O álbum estreante Waiter: "You Vultures!" foi lançado pela Fearless Records em 24 de janeiro de 2006 e produzido por Casey Bates.

### Anos Independentes (2007–10)
Em 22 de junho de 2007, a banda lançou o seu segundo álbum, Church Mouth, novamente produzido por Casey Bates e promovido com uma turnê completa pelos Estados Unidos. Tiveram o apoio dos grupos The Photo Atlas, Play Radio Play, Tera Melos, e The Only Children, entre outros. Após isso, realizaram outra turnê pela Europa e mais outra nos Estados Unidos, durante setembro e outubro, dessa vez com o apoio de Rocky Votolato e da banda Great Depression. Após essa turnê, fizeram mais uma outra pela costa leste em novembro, juntamente com a banda Thursday e a Circle Takes The Square.
Em 2008, a banda abandonou sua gravadora e agregou Ryan Neighbors (o tecladista das turnês) à banda para substituir Wes Hubbard.
Em 30 de julho de 2008, foi anunciado que Portugal. The Man iria lançar o Censored Colors com um selo independente. Foi lançado em 16 de setembro e possuía algumas participações de Zoe Manville. No mesmo ano, John Gourley também foi eleito 'O Melhor Vocalista do Ano' pela revista Alternative Press.
Em 2009, tocaram no Bonnaroo e no Lollapalooza que aconteceu em Grant Park (Chicago).
No dia 9 de abril, a banda anunciou o The Satanic Satanist, que foi lançado em 21 de julho. Tem como tema memórias e histórias da vida de Gourley no Alaska. O disco foi gravado com ajuda do produtor Paul Q. Kolderie, cujos trabalhos incluem parcerias com o Pixies e Radiohead.
Em 12 de fevereiro de 2010, Gourley anunciou que o American Ghetto, o quinto álbum de estúdio da banda, seria lançado dia 2 de março. Para evitar vazamentos, não fizeram nenhuma cópia do disco até tal data.

### In the Mountain in the Cloud(2010–12)
Em abril de 2010, a banda anunciou seu contrato com a Atlantic Records.
No verão de 2010, Portugal. The Man voltou para os estúdios para gravar seu novo álbum com o produtor John Hill. Gravaram em El Paso (Texas), Londres e na Califórnia. O ganhador de Grammy Andy Wallace mixou o álbum. O mesmo tem trabalhos notáveis com Rush, Nirvana e com o Paul McCartney.
Durante o outono, a banda foi lançando trechos das novas faixas por meio de vídeos de 30 segundos em seu canal do YouTube, até que lançaram o In th Mountain in the Cloud no dia 19 de julho de 2011. Fizeram também um curta-metragem chamado "Sleep Forever", dirigido por Michael Ragen. Tem duração maior que 13 minutos e foi gravado inteiramente na cidade-natal de Gourley (Willow, Alaska).
Apareceram pela segunda vez no aniversário de 10 anos do Bonnaroo (Festival de Música e Artes) em junho de 2011 e, 2 meses depois, tocaram novamente no Lollapalooza.
Em 8 de agosto de 2011, depois do show no Lollapalooza, tiveram sua van e seu trailer roubados. Neles estavam todos os materiais da banda. Gourley disse que "Basicamente, todo o dinheiro que a banda já fez nos últimos 5 anos estava naquele trailer". No dia seguinte, recuperaram os veículos mas sem o que tinha dentro. Após algumas campanhas, no dia 12, recuperaram quase todo o equipamento, que estava com um homem que dizia ter comprado em um mercado de pulgas. Postaram notas de obrigada em seu website direcionadas aos fãs do twitter, às redes sociais e à polícia de Chicago.
No outono de 2011, a banda foi para os Estados Unidos em uma turnê com o guitarrista Noah Gersh na banda. Também foram para a Europa em Janeiro para abrir shows para a banda The Black Keys e foram para a Austrália como atração principal do Festival de St Jerome's Laneway. Na primavera de 2012, também foram atração principal do Festival Norman Music, no Oklahoma.
Em 3 de Abril de 2012, anunciaram pelo Facebook que o tecladista Ryan Neighbors ia deixar a banda para focar no seu projeto paralelo chamado Hustle and Drone. Foi substituído por Kyle O'Quin. O baterista Jason Sechrist foi substituído por Kane Ritchotte.

### Evil Friends(2013–14)
Em 8 de fevereiro de 2013, anunciaram por meio do Tumblr que o novo produtor do próximo disco seria o Danger Mouse, conhecido por fazer álbuns ganhadores de vários prêmios e de bandas como Gorillaz, The Black Keys e Norah Jones. Zach contou no Tumblr da banda que o álbum teria influências do The Dark Side of the Moon.
No dia 25 do mesmo mês, disseram que o álbum seria chamado Evil Friends e este foi lançado no dia 4 de junho de 2013 juntamente com o videoclipe de "Purple Yellow Red and Blue".

### Woodstock(2014–presente)
Em novembro de 2014, a banda voltou aos estúdios, dessa vez acompanhados por com Mike D (Beastie Boys), para dar forma ao seu oitavo álbum. Passaram a atualizar ativamente sua conta no Instagram com fotos das gravações. No dia 31 de dezembro de 2015, mais que um ano depois, postaram em seu website que haviam terminado dois discos. A postagem continha as hashtags #Gloomin e #Doomin. Revelaram no próximo ano que o álbum seria então chamado Gloomin + Doomin.
Em dezembro de 2016, lançaram o single "Noise Pollution [Version A, Vocal Up Mix 1.3]", com participações de Mary Elizabeth Winstead e de Zoe Manville.
No dia 3 de março de 2017, a banda lançou o single chamado "Feel It Still", seguido por um videoclipe do mesmo. O tema acabou por se tornar o mais êxito da banda, alcançando o nº4 na Billboard Hot 100. Para além dos EUA, o single entrou no top 10 de mais 17 países. A banda revelou também que não conseguiram concluir o Gloomin + Doomin e que o descartaram, depois de 3 anos de trabalho. Fizeram, porém, outro álbum chamado Woodstock, no qual está "Feel It Still". O nome foi inspirado no festival de música Woodstock de 1969,  ao qual o pai de Gourley fora e encontrara o ingresso perdido em casa (que havia lhe custado U$ 8). O vocalista percebeu, 50 anos depois do festival, que a música ainda tinha a mesma missão que naquela época – "comentar sobre o mal-estar social e político". "Nós trabalhamos com tantas pessoas incríveis nesse álbum, mas acabou com apenas nós quatro em um porão às 4 da madrugada tentando dizer algo importante", disse Gourley. "Tentamos escrever músicas para ajudar as pessoas a não se sentirem sós, mesmo que estejam com raiva ou se sentindo perdidas". Em 2018, "Feel It Still" ganhou o Grammy para Melhor Performance Pop Por Uma Dupla ou Um Grupo.

### Origem do Nome
Questionados frequentemente pela escolha do nome, os membros da banda afirmam ter escolhido o nome pela excentricidade e pela necessidade de frisar a distinta influência musical da banda. O nome, Portugal, surgiu devido ao desejo de quererem que um país fosse o nome da sua banda, no sentido de comunidade, visto que um país representa um grupo de pessoas.

## Controvérsias
A banda sempre fez questão em demonstrar nas suas músicas a sua posição quanto aos assuntos mais polémicos da atualidade, tanto na política como na religião, onde tal ficou mais subjacente na faixa Modern Jesus do álbum Evil Friends em que se assumiram como ateus e deixaram bem clara a sua posição quanto ao tema.

## Membros atuais
- John Baldwin Gourley – vocais, guitarra, orgão, máquinas de ritmo (2004–presente)
- Zachary Scott Carothers – baixo, backing vocals (2004–presente)
- Kyle O'Quin – teclado, sintetizadores, guitarra, backing vocals (2007,2012–presente)
- Eric Howk – guitarra (2015–presente)
- Jason Sechrist – bateria (2016–presente)
- Zoe Manville - algumas participações

## Discografia

### Álbuns
- Waiter: "You Vultures!" (2006)[26]
- Church Mouth (2007)[27]
- Censored Colors (2008)[28]
- The Satanic Satanist (2009)[29]
- American Ghetto (2010)[30]
- In the Mountain in the Cloud (2011)[31]
- Evil Friends (2013)[32]
- Woodstock (2017)

### EP's
- Under Waves Of The Brown Coat (2005)[33]
- The Pines and the Devil (2006)[34]
- Devil Say I, I Say Air (2006)[35]
- It's Complicated Being a Wizard (2007)[36]

### Singles
- "My Mind" / "Seventeen" (2007)[37]
- "People Say" (2009)
- "Lovers in Love" (2009)
- "Got It All (This Can't Be Living Now)" (2011)[38]
- "So American" (2011)
- "Evil Friends" (2013)
- "Atomic Man" (2013)
- "Purple, Yellow, Red and Blue" (2013)
- "Modern Jesus" (2013)
- "Endangered Song (Sumatran Tiger)" (2014)
- "Noise Pollution [Version A, Vocal Up Mix 1.3]" (2016)
- "Feel It Still" (2017)
- "Rich Friends" (2017)